# Dokonanie
Dokonanie – w prawie karnym i prawie wykroczeń najbardziej zaawansowana forma stadialna popełnienia czynu zabronionego. Następuje wtedy, kiedy sprawca (lub sprawcy) zrealizuje wszystkie ustawowe znamiona czynu.
Dokonania nie należy mylić z zakończeniem przestępstwa, które ma miejsce wtedy, gdy sprawca skończył swoje zachowanie. Może być to ten sam moment, w którym nastąpiło dokonanie, lecz może to nastąpić także i później. Np. czyn polegający na nielegalnym posiadaniu broni jest dokonany wtedy, kiedy sprawca nabył nielegalnie broń, zaś zakończony jest wtedy, gdy ją utracił, lub wyzbył się jej. Rozróżnienie to ma znaczenie praktyczne, ponieważ przedawnienie karalności liczyć należy od zakończenia czynu, jeżeli następuje ono później, niż jego dokonanie.
Dokonanie niesie ze sobą wyższy stopień społecznej szkodliwości niż usiłowanie lub przygotowanie takiego samego czynu.